# Partito Comunista d'India (marxista-leninista) Secondo Comitato Centrale
Il Partito Comunista d'India (marxista-leninista) Secondo Comitato Centrale fu un partito comunista indiano di ispirazione naxalita.
Il Secondo Comitato Centrale fu fondato nel 1972, quando una fazione estremista pro-Lin Biao guidata da Mahadev Mukherjee abbandonò il Partito Comunista d'India (marxista-leninista), controllato dalla fazione anti-Lin Biao di Vinod Mishra.
La fazione di Mukherjee organizzò un II Congresso del PCI(ml) nel dicembre 1973 (dove appunto fu eletto il II Comitato Centrale), riaffermando il programma del Partito Comunista d'India (marxista-leninista) del 1970, rinnegando Charu Majumdar e facendo propria la linea di Marx, Engels, Lenin, Stalin, Mao Zedong e Lin Biao. Il primo segretario del Partito fu Mahadev Mukherjee.
Il Partito scatenò fin dall'inizio attività terroristiche, attaccando postazioni di polizia e organizzando evasioni di massa dalle carceri. Fu probabilmente questa attività che portò il Partito a non riuscire sostanzialmente ad uscire dal Bengala occidentale.
Verso la fine degli anni Settanta, Azizul Haque riuscì ad ottenere il controllo del Comitato Centrale ed espulse Mahadev Mukherjee, che successivamente fondò un nuovo partito comunista, tornando sulla linea di Charu Majumdar (specialmente nelle sue espressioni giudicate più settarie) e Lin Biao.
Il 19 maggio 2003, il PCI(ml), SCC abiurò le proprie posizioni su Lin Biao e si unì al Centro Comunista Maoista d'India, che formerà successivamente il Partito Comunista d'India (maoista).